# Tour du Pays basque 2010
Le Tour du Pays basque 2010 est la cinquantième édition de cette course cycliste sur route masculine. Elle a eu lieu du 5 au 10 avril 2010, entre Zierbena et Orio. Il s'agit de la huitième épreuve du Calendrier mondial UCI 2010. Christopher Horner (Team RadioShack) remporte cette édition grâce à sa victoire lors de la dernière étape, un contre-la-montre de 22 kilomètres. Tous les résultats obtenus au cours de la course par l'Espagnol Alejandro Valverde sont annulés, en raison d'une suspension rétroactive dont il fait l'objet.

## Présentation

### Équipes
| N.    | Code | Équipe              |
| ----- | ---- | ------------------- |
| 1-8   | EUS  | Euskaltel-Euskadi   |
| 11-18 | GCE  | Caisse d'Épargne    |
| 21-28 | AST  | Astana              |
| 31-38 | RAB  | Rabobank            |
| 41-48 | THR  | Team HTC-Columbia   |
| 51-58 | LIQ  | Liquigas-Doimo      |
| 61-68 | KAT  | Team Katusha        |
| 71-78 | LAM  | Lampre-Farnese Vini |
| 81-88 | SKY  | Team Sky            |
| 91-98 | QST  | Quick Step          |

| N.      | Code | Équipe                |
| ------- | ---- | --------------------- |
| 101-108 | MRM  | Team Milram           |
| 111-118 | SAX  | Team Saxo Bank        |
| 121-128 | OLO  | Omega Pharma-Lotto    |
| 131-138 | GRM  | Garmin-Transitions    |
| 141-148 | FOT  | Footon-Servetto       |
| 151-158 | FDJ  | La Française des jeux |
| 161-168 | RSH  | Team RadioShack       |
| 171-178 | ALM  | AG2R La Mondiale      |
| 181-188 | XAC  | Xacobeo Galicia       |
| 191-198 | MCO  | Andalucía-Cajasur     |

## Déroulement de la course
L'Espagnol Alejandro Valverde vainqueur des deux premières étapes, est en tête de la course avant le contre-la-montre final. C'est finalement l'Américain Christopher Horner qui en remportant ce contre-la-montre, remporte la course avec 7 secondes d'avance sur Valverde.

## Étapes
| Étape     | Date     | Villes étapes         | Distance (km) | Vainqueur d'étape  | Leader du classement général |
| 1re étape | 5 avril  | Zierbena - Zierbena   | 152           | Óscar Freire       | Óscar Freire                 |
| 2e étape  | 6 avril  | Zierbena - Viana      | 209           | Óscar Freire       | Óscar Freire                 |
| 3e étape  | 7 avril  | Viana - Amurrio       | 187           | Francesco Gavazzi  | Óscar Freire                 |
| 4e étape  | 8 avril  | Zuia (Murgia) - Eibar | 166           | Samuel Sánchez     | Christopher Horner           |
| 5e étape  | 9 avril  | Eibar - Orio          | 170           | Joaquim Rodríguez  | Christopher Horner           |
| 6e étape  | 10 avril | Orio                  | 22 (clm)      | Christopher Horner | Christopher Horner           |

### 1reétape
Cette première étape autour de Zierbena est dans l'ensemble assez vallonnée, avec trois cols de 3e catégorie, deux cols de 2e catégorie et quatre Meta Volantes.
L'Espagnol Óscar Freire (Rabobank), initialement vainqueur de l'étape est déclassé pour sprint irrégulier. Son compatriote Alejandro Valverde est déclaré vainqueur et il devient le premier leader de la course.
|     | Coureur               | Pays     | Équipe                |    | Temps           |
| --- | --------------------- | -------- | --------------------- | -- | --------------- |
| DSQ | Alejandro Valverde    | Espagne  | Caisse d'Épargne      | en | 5 h 53 min 40 s |
| 1   | Óscar Freire          | Espagne  | Rabobank              | +  | m.t.            |
| 2   | Christophe Le Mével   | France   | La Française des jeux |    | m.t.            |
| 3   | Ryder Hesjedal        | Canada   | Garmin-Transitions    |    | m.t.            |
| 4   | Alexandr Kolobnev     | Russie   | Team Katusha          |    | m.t.            |
| 5   | Jurgen Van den Broeck | Belgique | Omega Pharma-Lotto    |    | m.t.            |
| 6   | Rigoberto Urán        | Colombie | Caisse d'Épargne      |    | m.t.            |
| 7   | Haimar Zubeldia       | Espagne  | Team RadioShack       |    | m.t.            |
| 8   | Daniel Martin         | Irlande  | Garmin-Transitions    |    | m.t.            |
| 9   | Beñat Intxausti       | Espagne  | Euskaltel-Euskadi     |    | m.t.            |

|     | Coureur               | Pays     | Équipe                |    | Temps           |
| --- | --------------------- | -------- | --------------------- | -- | --------------- |
| DSQ | Alejandro Valverde    | Espagne  | Caisse d'Épargne      | en | 5 h 53 min 40 s |
| 1   | Óscar Freire          | Espagne  | Rabobank              | +  | m.t.            |
| 2   | Christophe Le Mével   | France   | La Française des jeux |    | m.t.            |
| 3   | Ryder Hesjedal        | Canada   | Garmin-Transitions    |    | m.t.            |
| 4   | Alexandr Kolobnev     | Russie   | Team Katusha          |    | m.t.            |
| 5   | Jurgen Van den Broeck | Belgique | Omega Pharma-Lotto    |    | m.t.            |
| 6   | Rigoberto Urán        | Colombie | Caisse d'Épargne      |    | m.t.            |
| 7   | Haimar Zubeldia       | Espagne  | Team RadioShack       |    | m.t.            |
| 8   | Daniel Martin         | Irlande  | Garmin-Transitions    |    | m.t.            |
| 9   | Beñat Intxausti       | Espagne  | Euskaltel-Euskadi     |    | m.t.            |

### 2eétape
Une étape montagneuse et longue (209 km), qui rejoint Zierbena à Viana. Au programme, deux cols de 2e catégorie, trois cols de 3e catégorie et trois Meta Volantes.
Alejandro Valverde s'adjuge une nouvelle fois l'étape et il conforte son maillot jaune.
|     | Coureur            | Pays      | Équipe              |    | Temps           |
| --- | ------------------ | --------- | ------------------- | -- | --------------- |
| DSQ | Alejandro Valverde | Espagne   | Caisse d'Épargne    | en | 5 h 53 min 40 s |
| 1   | Óscar Freire       | Espagne   | Rabobank            | +  | m.t.            |
| 2   | Francesco Gavazzi  | Italie    | Lampre-Farnese Vini |    | 1 s             |
| 3   | Michael Albasini   | Suisse    | Team HTC-Columbia   |    | 1 s             |
| 4   | Samuel Sánchez     | Espagne   | Euskaltel-Euskadi   |    | 1 s             |
| 5   | Ryder Hesjedal     | Canada    | Garmin-Transitions  |    | 1 s             |
| 6   | Kristjan Koren     | Slovénie  | Liquigas-Doimo      |    | 1 s             |
| 7   | Alexandr Kolobnev  | Russie    | Team Katusha        |    | 1 s             |
| 8   | Damiano Cunego     | Italie    | Lampre-Farnese Vini |    | 1 s             |
| 9   | Paul Martens       | Allemagne | Rabobank            |    | 1 s             |

|     | Coureur               | Pays     | Équipe              |    | Temps           |
| --- | --------------------- | -------- | ------------------- | -- | --------------- |
| DSQ | Alejandro Valverde    | Espagne  | Caisse d'Épargne    | en | 9 h 51 min 38 s |
| 1   | Óscar Freire          | Espagne  | Rabobank            | +  | m.t.            |
| 2   | Ryder Hesjedal        | Canada   | Garmin-Transitions  |    | 1 s             |
| 3   | Alexandr Kolobnev     | Russie   | Team Katusha        |    | 1 s             |
| 4   | Rigoberto Urán        | Colombie | Caisse d'Épargne    |    | 1 s             |
| 5   | Daniel Martin         | Irlande  | Garmin-Transitions  |    | 1 s             |
| 6   | Haimar Zubeldia       | Espagne  | Team RadioShack     |    | 1 s             |
| 7   | Joaquim Rodríguez     | Espagne  | Team Katusha        |    | 1 s             |
| 8   | Damiano Cunego        | Italie   | Lampre-Farnese Vini |    | 1 s             |
| 9   | Jurgen Van den Broeck | Belgique | Omega Pharma-Lotto  |    | 1 s             |

### 3eétape
Cette étape est la plus facile de ce Tour du Pays basque, avec la route qui descend pendant presque tout le parcours, entre Viana et Amurrio. On retrouve un col de 2e catégorie, trois cols de 3e catégorie et trois Meta Volante.
Francesco Gavazzi remporte cette étape au sprint. Óscar Freire qui termine pour la troisième fois consécutive deuxième de l'étape s'empare du maillot de leader. À noter qu'une cassure de 2 secondes a lieu entre les onze premiers du sprint et le peloton.
|    | Coureur             | Pays      | Équipe              |    | Temps           |
| -- | ------------------- | --------- | ------------------- | -- | --------------- |
| 1  | Francesco Gavazzi   | Italie    | Lampre-Farnese Vini | en | 4 h 49 min 52 s |
| 2  | Óscar Freire        | Espagne   | Rabobank            | +  | m.t.            |
| 3  | Peter Velits        | Slovaquie | Team HTC-Columbia   |    | m.t.            |
| 4  | Alexandre Botcharov | Russie    | Team Katusha        |    | m.t.            |
| 5  | Samuel Sánchez      | Espagne   | Euskaltel-Euskadi   |    | m.t.            |
| 6  | Davide Viganò       | Italie    | Team Sky            |    | m.t.            |
| 7  | Christian Knees     | Allemagne | Team Milram         |    | m.t.            |
| 8  | Davide Malacarne    | Italie    | Quick Step          |    | m.t.            |
| 9  | Paul Martens        | Allemagne | Rabobank            |    | m.t.            |
| 10 | Kristjan Koren      | Slovénie  | Liquigas-Doimo      |    | m.t.            |

|     | Coureur               | Pays     | Équipe              |    | Temps            |
| --- | --------------------- | -------- | ------------------- | -- | ---------------- |
| 1   | Óscar Freire          | Rabobank | Espagne             | en | 14 h 41 min 30 s |
| DSQ | Alejandro Valverde    | Espagne  | Caisse d'Épargne    | +  | 2 s              |
| 2   | Ryder Hesjedal        | Canada   | Garmin-Transitions  |    | 3 s              |
| 3   | Alexandr Kolobnev     | Russie   | Team Katusha        |    | 3 s              |
| 4   | Haimar Zubeldia       | Espagne  | Team RadioShack     |    | 3 s              |
| 5   | Marco Pinotti         | Italie   | Team HTC-Columbia   |    | 3 s              |
| 6   | Joaquim Rodríguez     | Espagne  | Team Katusha        |    | 3 s              |
| 7   | Damiano Cunego        | Italie   | Lampre-Farnese Vini |    | 3 s              |
| 8   | Dries Devenyns        | Belgique | Quick Step          |    | 3 s              |
| 9   | Jurgen Van den Broeck | Belgique | Omega Pharma-Lotto  |    | 3 s              |

### 4eétape
Grosse étape de montagne, qui part de Murgia Zuia et qui arrive à Eibar. Deux cols de première catégorie, trois de 2e, trois de 3e et trois Meta Volantes sont au programme.
L'Espagnol Samuel Sánchez s'impose en solitaire après avoir lâché ses trois compagnons d'échappée lors du dernier kilomètre. C'est la première victoire de la saison pour l'équipe Euskaltel-Euskadi. Alejandro Valverde reprend le maillot de leader.
|     | Coureur                | Pays       | Équipe                |    | Temps           |
| --- | ---------------------- | ---------- | --------------------- | -- | --------------- |
| 1   | Samuel Sánchez         | Espagne    | Euskaltel-Euskadi     | en | 4 h 05 min 16 s |
| DSQ | Alejandro Valverde     | Espagne    | Caisse d'Épargne      | +  | 2 s             |
| 2   | Robert Gesink          | Pays-Bas   | Rabobank              |    | 2 s             |
| 3   | Christopher Horner     | États-Unis | Team RadioShack       |    | 2 s             |
| 4   | Beñat Intxausti        | Espagne    | Euskaltel-Euskadi     |    | 33 s            |
| 5   | Jean-Christophe Péraud | France     | Omega Pharma-Lotto    |    | 33 s            |
| 6   | Damiano Cunego         | Italie     | Lampre-Farnese Vini   |    | 40 s            |
| 7   | Andy Schleck           | Luxembourg | Team Saxo Bank        |    | 40 s            |
| 8   | Sandy Casar            | France     | La Française des jeux |    | 49 s            |
| 9   | Joaquim Rodríguez      | Espagne    | Team Katusha          |    | 49 s            |

|     | Coureur                | Pays       | Équipe                |    | Temps            |
| --- | ---------------------- | ---------- | --------------------- | -- | ---------------- |
| DSQ | Alejandro Valverde     | Espagne    | Caisse d'Épargne      | en | 18 h 46 min 50 s |
| 1   | Christopher Horner     | États-Unis | Team RadioShack       | +  | 1 s              |
| 2   | Robert Gesink          | Pays-Bas   | Rabobank              |    | 1 s              |
| 3   | Jean-Christophe Péraud | France     | Omega Pharma-Lotto    |    | 32 s             |
| 4   | Beñat Intxausti        | Espagne    | Euskaltel-Euskadi     |    | 32 s             |
| 5   | Damiano Cunego         | Italie     | Lampre-Farnese Vini   |    | 39 s             |
| 6   | Andy Schleck           | Luxembourg | Team Saxo Bank        |    | 39 s             |
| 7   | Marco Pinotti          | Italie     | Team HTC-Columbia     |    | 48 s             |
| 8   | Joaquim Rodríguez      | Espagne    | Team Katusha          |    | 48 s             |
| 9   | Sandy Casar            | France     | La Française des jeux |    | 48 s             |

### 5eétape
Cette étape est très vallonnée, entre Eibar et Orio, avec de nombreuses côtes : trois de 2e catégorie, trois de 3e catégorie et trois Meta Volantes.
L'Espagnol Joaquim Rodríguez (Team Katusha) s'impose en solitaire. Alejandro Valverde, troisième de l'étape, conserve le maillot jaune.
|     | Coureur                | Pays       | Équipe                |    | Temps           |
| --- | ---------------------- | ---------- | --------------------- | -- | --------------- |
| 1   | Joaquim Rodríguez      | Espagne    | Team Katusha          | en | 4 h 07 min 52 s |
| 2   | Samuel Sánchez         | Espagne    | Euskaltel-Euskadi     | +  | 14 s            |
| DSQ | Alejandro Valverde     | Espagne    | Caisse d'Épargne      |    | 14 s            |
| 3   | Christopher Horner     | États-Unis | Team RadioShack       |    | 14 s            |
| 4   | Sandy Casar            | France     | La Française des jeux |    | 20 s            |
| 5   | Francesco Gavazzi      | Italie     | Lampre-Farnese Vini   |    | 20 s            |
| 6   | Ryder Hesjedal         | Canada     | Garmin-Transitions    |    | 20 s            |
| 7   | Dries Devenyns         | Belgique   | Quick Step            |    | 20 s            |
| 8   | Jurgen Van den Broeck  | Belgique   | Omega Pharma-Lotto    |    | 20 s            |
| 9   | Jean-Christophe Péraud | France     | Omega Pharma-Lotto    |    | 20 s            |

|     | Coureur                | Pays       | Équipe                |    | Temps            |
| --- | ---------------------- | ---------- | --------------------- | -- | ---------------- |
| DSQ | Alejandro Valverde     | Espagne    | Caisse d'Épargne      | en | 22 h 54 min 56 s |
| 1   | Christopher Horner     | États-Unis | Team RadioShack       | +  | 1 s              |
| 2   | Joaquim Rodríguez      | Espagne    | Team Katusha          |    | 34 s             |
| 3   | Jean-Christophe Péraud | France     | Omega Pharma-Lotto    |    | 38 s             |
| 4   | Beñat Intxausti        | Espagne    | Euskaltel-Euskadi     |    | 38 s             |
| 5   | Andy Schleck           | Luxembourg | Team Saxo Bank        |    | 45 s             |
| 6   | Marco Pinotti          | Italie     | Team HTC-Columbia     |    | 54 s             |
| 7   | Robert Gesink          | Pays-Bas   | Rabobank              |    | 54 s             |
| 8   | Sandy Casar            | France     | La Française des jeux |    | 54 s             |
| 9   | Dries Devenyns         | Belgique   | Quick Step            |    | 1 min 16 s       |

### 6eétape
La sixième et dernière étape est un contre-la-montre autour d'Orio, long de 22 kilomètres, qui présente plusieurs difficultés.
L'Américain Christopher Horner (Team RadioShack) fait coup d'ouble. Il s'adjuge l'étape et le classement général final.
|     | Coureur                | Pays       | Équipe             |    | Temps       |
| --- | ---------------------- | ---------- | ------------------ | -- | ----------- |
| 1   | Christopher Horner     | États-Unis | Team RadioShack    | en | 32 min 33 s |
| DSQ | Alejandro Valverde     | Espagne    | Caisse d'Épargne   | +  | 8 s         |
| 2   | Maxime Monfort         | Belgique   | Team HTC-Columbia  |    | 13 s        |
| 3   | Michael Rogers         | Australie  | Team HTC-Columbia  |    | 18 s        |
| 4   | Beñat Intxausti        | Espagne    | Euskaltel-Euskadi  |    | 21 s        |
| 5   | Samuel Sánchez         | Espagne    | Euskaltel-Euskadi  |    | 23 s        |
| 6   | Marco Pinotti          | Italie     | Team HTC-Columbia  |    | 25 s        |
| 7   | Joaquim Rodríguez      | Espagne    | Team Katusha       |    | 33 s        |
| 8   | Jean-Christophe Péraud | France     | Omega Pharma-Lotto |    | 33 s        |
| 9   | Andreas Klöden         | Allemagne  | Team RadioShack    |    | 34 s        |

|     | Coureur                | Pays       | Équipe                |    | Temps            |
| --- | ---------------------- | ---------- | --------------------- | -- | ---------------- |
| 1   | Christopher Horner     | États-Unis | Team RadioShack       | en | 23 h 27 min 30 s |
| DSQ | Alejandro Valverde     | Espagne    | Caisse d'Épargne      | +  | 7 s              |
| 2   | Beñat Intxausti        | Espagne    | Euskaltel-Euskadi     |    | 58 s             |
| 3   | Joaquim Rodríguez      | Espagne    | Team Katusha          |    | 1 min 06 s       |
| 4   | Jean-Christophe Péraud | France     | Omega Pharma-Lotto    |    | 1 min 10 s       |
| 5   | Marco Pinotti          | Italie     | Team HTC-Columbia     |    | 1 min 18 s       |
| 6   | Sandy Casar            | France     | La Française des jeux |    | 1 min 47 s       |
| 7   | Samuel Sánchez         | Espagne    | Euskaltel-Euskadi     |    | 1 min 58 s       |
| 8   | Robert Gesink          | Pays-Bas   | Rabobank              |    | 1 min 59 s       |
| 9   | Dries Devenyns         | Belgique   | Quick Step            |    | 2 min 27 s       |

## Classements finals

### Classement général
|     | Coureur                | Pays       | Équipe                |    | Temps            |
| --- | ---------------------- | ---------- | --------------------- | -- | ---------------- |
| 1   | Christopher Horner     | États-Unis | Team RadioShack       | en | 23 h 27 min 30 s |
| DSQ | Alejandro Valverde     | Espagne    | Caisse d'Épargne      |    | 7 s              |
| 2   | Beñat Intxausti        | Espagne    | Euskaltel-Euskadi     | +  | 58 s             |
| 3   | Joaquim Rodríguez      | Espagne    | Team Katusha          |    | 1 min 06 s       |
| 4   | Jean-Christophe Péraud | France     | Omega Pharma-Lotto    |    | 1 min 10 s       |
| 5   | Marco Pinotti          | Italie     | Team HTC-Columbia     |    | 1 min 18 s       |
| 6   | Sandy Casar            | France     | La Française des jeux |    | 1 min 47 s       |
| 7   | Samuel Sánchez         | Espagne    | Euskaltel-Euskadi     |    | 1 min 58 s       |
| 8   | Robert Gesink          | Pays-Bas   | Rabobank              |    | 1 min 59 s       |
| 9   | Dries Devenyns         | Belgique   | Quick Step            |    | 2 min 27 s       |
| 10  | Jurgen Van den Broeck  | Belgique   | Omega Pharma-Lotto    |    | 2 min 37 s       |

### Classements annexes
|   | Cycliste           | Pays       | Équipe            | Points |
| - | ------------------ | ---------- | ----------------- | ------ |
| 1 | Samuel Sánchez     | Espagne    | Euskaltel-Euskadi | 79     |
| 2 | Óscar Freire       | Espagne    | Rabobank          | 30     |
| 3 | Christopher Horner | États-Unis | Team RadioShack   | 53     |

|   | Cycliste             | Pays    | Équipe            | Points |
| - | -------------------- | ------- | ----------------- | ------ |
| 1 | Gonzalo Rabuñal      | Espagne | Xacobeo Galicia   | 23     |
| 2 | José Alberto Benítez | Espagne | Footon-Servetto   | 19     |
| 3 | Michael Albasini     | Suisse  | Team HTC-Columbia | 16     |

|   | Cycliste        | Pays     | Équipe             | Points |
| - | --------------- | -------- | ------------------ | ------ |
| 1 | Christian Meier | Canada   | Garmin-Transitions | 14     |
| 2 | Jakob Fuglsang  | Danemark | Team Saxo Bank     | 9      |
| 3 | Egoi Martínez   | Espagne  | Euskaltel-Euskadi  | 9      |

|   | Équipes           | Temps               |
| - | ----------------- | ------------------- |
| 1 | Team HTC-Columbia | en 70 h 28 min 40 s |
| 2 | Team RadioShack   | + 17 s              |
| 3 | Euskaltel-Euskadi | + 2 min 14 s        |

## Évolution des classements
| Étape              | Vainqueur          | Classement général | Classement par points | Classement de la montagne | Classement des Metas Volantes | Classement par équipes |
| ------------------ | ------------------ | ------------------ | --------------------- | ------------------------- | ----------------------------- | ---------------------- |
| 1                  | Alejandro Valverde | Alejandro Valverde | Alejandro Valverde    | Gonzalo Rabuñal           | Christian Meier               | Team RadioShack        |
| 2                  | Alejandro Valverde | Alejandro Valverde | Alejandro Valverde    | Gonzalo Rabuñal           | Christian Meier               | Team RadioShack        |
| 3                  | Francesco Gavazzi  | Óscar Freire       | Óscar Freire          | Gonzalo Rabuñal           | Christian Meier               | Team RadioShack        |
| 4                  | Samuel Sánchez     | Alejandro Valverde | Alejandro Valverde    | Amets Txurruka            | Christian Meier               | Team RadioShack        |
| 5                  | Joaquim Rodríguez  | Alejandro Valverde | Alejandro Valverde    | Amets Txurruka            | Christian Meier               | Team RadioShack        |
| 6                  | Christopher Horner | Christopher Horner | Alejandro Valverde    | Gonzalo Rabuñal           | Christian Meier               | Team HTC-Columbia      |
| Classements finals | Classements finals | Christopher Horner | Samuel Sánchez        | Gonzalo Rabuñal           | Christian Meier               | Team HTC-Columbia      |

## Points UCI
| #  | Coureur                | Équipe              | Pts |
| -- | ---------------------- | ------------------- | --- |
| 1  | Christopher Horner     | Team RadioShack     | 108 |
| 2  | Beñat Intxausti        | Euskaltel-Euskadi   | 82  |
| 3  | Joaquim Rodríguez      | Team Katusha        | 76  |
| 4  | Jean-Christophe Péraud | Omega Pharma-Lotto  | 60  |
| 5  | Marco Pinotti          | Team HTC-Columbia   | 50  |
| 6  | Samuel Sánchez         | Euskaltel-Euskadi   | 42  |
| 7  | Sandy Casar            | Française des jeux  | 41  |
| 8  | Robert Gesink          | Rabobank            | 22  |
| 9  | Óscar Freire           | Rabobank            | 16  |
| 10 | Dries Devenyns         | Quick Step          | 10  |
| 11 | Francesco Gavazzi      | Lampre-Farnese Vini | 8   |
| 12 | Jurgen Van den Broeck  | Omega Pharma-Lotto  | 4   |
| 13 | Christophe Le Mével    | Française des jeux  | 2   |
| 13 | Maxime Monfort         | Team HTC-Columbia   | 2   |
| 13 | Peter Velits           | Team HTC-Columbia   | 2   |
| 16 | Michael Albasini       | Team HTC-Columbia   | 1   |
| 16 | Alexandre Botcharov    | Team Katusha        | 1   |
| 16 | Ryder Hesjedal         | Garmin-Transitions  | 1   |
| 16 | Alexandr Kolobnev      | Team Katusha        | 1   |
| 16 | Michael Rogers         | Team HTC-Columbia   | 1   |